# 1997 TX8
1997 TX8, também escrito como 1997 TX8, é um objeto transnetuniano (TNO) que está localizado no cinturão de Kuiper, uma região do Sistema Solar. Este corpo celeste é classificado como um plutino, pois, o mesmo está em uma ressonância orbital de 2:3 com o planeta Netuno. Ele possui uma magnitude absoluta (H) de 8,5 e, tem um diâmetro estimado com cerca de 88 km.

## Descoberta
1997 TX8 foi descoberto no dia 05 de outubro de 1997 pelos astrônomos E. F. Helin, D. L. Rabinowitz e M. Hicks.

## Órbita
A órbita de 1997 TX8 tem uma excentricidade de 0.186 e possui um semieixo maior de 39.312 UA. O seu periélio leva o mesmo a uma distância de 31.986 UA em relação ao Sol e seu afélio a 46.637.